# Sexy al neon
Sexy al neon è un film del 1962, diretto da Ettore Fecchi.

## Trama
Il lungometraggio presenta i principali numeri di varietà realizzati sui palcoscenici dei night club di varie metropoli.

## Seguito
Nel 1963 venne distribuito nelle sale Sexy al neon bis, diretto nuovamente da Ettore Fecchi.